# Campeonato Mundial de Ciclismo en Pista de 1933
El XXXVI Campeonato Mundial de Ciclismo en Pista se celebró en París (Francia) entre el 11 y el 15 de agosto de 1933 bajo la organización de la Unión Ciclista Internacional (UCI) y la Federación Francesa de Ciclismo.
Las competiciones se realizaron en la pistra del estadio Parque de los Príncipes de la capital francesa. En total se disputaron 3 pruebas, 2 para ciclistas profesionales y 1 para ciclistas amateur.

## Medallistas

### Profesional
| Evento               | Oro                       | Plata                   | Bronce                  |
| -------------------- | ------------------------- | ----------------------- | ----------------------- |
| Velocidad individual | Joseph Scherens · Bélgica | Lucien Michard Francia  | Albert Richter Alemania |
| Medio fondo          | Charles Lacquehay Francia | Franco Giorgetti Italia | Erich Metze Alemania    |

### Amateur
| Evento               | Oro                               | Plata                 | Bronce                         |
| -------------------- | --------------------------------- | --------------------- | ------------------------------ |
| Velocidad individual | Jacobus van Egmond · Países Bajos | Roland Ulrich Francia | Anker Meyer Andersen Dinamarca |

## Medallero
| Núm. | País         | Oro | Plata | Bronce | Total |
| ---- | ------------ | --- | ----- | ------ | ----- |
| 1    | Francia      | 1   | 2     | 0      | 3     |
| 2    | Bélgica      | 1   | 0     | 0      | 1     |
| 2    | Países Bajos | 1   | 0     | 0      | 1     |
| 4    | Italia       | 0   | 1     | 0      | 1     |
| 5    | Alemania     | 0   | 0     | 2      | 2     |
| 6    | Dinamarca    | 0   | 0     | 1      | 1     |
|      | TOTAL        | 3   | 3     | 3      | 9     |